# Japanagromyza angulosa
Japanagromyza angulosa är en tvåvingeart som beskrevs av Mitsuhiro Sasakawa 2005. Japanagromyza angulosa ingår i släktet Japanagromyza och familjen minerarflugor. Inga underarter finns listade i Catalogue of Life.